# Ignacio Martín Fernández
Ignacio Martín Fernández (9 de Julio, Buenos Aires, Argentina; 12 de gener de 1990) és un futbolista argentí. Juga com a migcampista i el seu equip actual és River Plate de la Primera Divisió de l'Argentina.
En el Club Atlètic i Social Dudignac, institució esportiva de Dudignac, localitat del partit de 9 de Julio (Pcia. de Buenos Aires) on va poder demostrar el seu virtuosisme futbolístic: gambeta llarga, bon tracte de pilota i gran visió de joc. Amb tot just 10 anys, el "enganche" va marxar de Dudignac a provar sort en un equip de la primera divisió del campionat argentí.
Va arribar al Lobo l'any 2005 amb edat de Vuitena Divisió. Va debutar en Primera Divisió, el 2 d'octubre de 2010 (Gimnasia 2 - Argentinos 4). En el torneig Apertura 2010 va jugar només un partit, cap com a titular i no va marcar cap gol. Eren temps difícils per a un club que feia diversos anys lluitava per mantenir la categoria.
En 2011 va ser cedit per un any en Temperley. Va marcar 10 gols en els 25 partits jugats pel torneig sent el golejador del gasolero en la temporada i a més va marcar un gol en la Copa Argentina 2011/12. Va demostrar en la tercera categoria del Futbol Argentí que estava per a alguna cosa major, un volant amb gran mitjana de gol.
En finalitzar el seu préstec al juliol de 2012 va tornar a Gimnasia on també va tenir continuïtat com a volant per l'esquerra, havent marcat 3 gols en el torneig de la B Nacional i un de vàlid per la Copa Argentina 2012/13. Després d'aconseguir l'ascens, ja en la màxima categoria, va jugar el primer partit del seu equip en el Torneo Inicial 2013 davant del River Plate. Més tard va aconseguir anotar el seu primer gol en la Primera Divisió en la segona data del Torneo Inicial 2013, enfront de Rosario Central.
Al començament de l'any 2016 es va sumar al planter de River Plate, fent el seu debut com a titular en un dels Superclásicos d'estiu, amb una bona actuació. Després es va convertir en un dels jugadors habitualment titulars, sent un dels pilars de l'equip en el primer semestre de l'any 2017, en el qual River Plate va acabar segon en el Campionat de Primera Divisió 2016-17 i primer en la fase de grups de la Copa Libertadores 2017.

## Clubs
| Club                 | País      | Any         |
| -------------------- | --------- | ----------- |
| Gimnasia de la Plata | Argentina | 2010 - 2011 |
| Temperley (cedit)    | Argentina | 2011 - 2012 |
| Gimnasia de la Plata | Argentina | 2012 - 2015 |
| River Plate          | Argentina | 2016 -      |

## Estadístiques
- Actualitzat fins al 9 de desembre de 2018.

| Gimnasia (LP) Argentina | 1.ª                      | 2010-11                  | 1   | 0  | 0  | -  | - | - | -  | - | - | 1   | 0  | 0  | 0,00 |
| Gimnasia (LP) Argentina | 2.ª                      | 2012-13                  | 32  | 3  | 8  | 1  | 1 | 0 | -  | - | - | 33  | 4  | 8  | 0,12 |
| Gimnasia (LP) Argentina | 1.ª                      | 2013-14                  | 28  | 2  | 3  | 1  | 0 | 0 | -  | - | - | 29  | 2  | 3  | 0,06 |
| Gimnasia (LP) Argentina | 1.ª                      | 2014                     | 17  | 2  | 3  | 0  | 0 | 0 | 2  | 0 | 0 | 29  | 2  | 3  | 0,03 |
| Gimnasia (LP) Argentina | 1.ª                      | 2015                     | 31  | 9  | 5  | 3  | 0 | 0 | -  | - | - | 34  | 9  | 5  | 0,26 |
| Gimnasia (LP) Argentina | Total                    | Total                    | 109 | 16 | 19 | 5  | 1 | 0 | 2  | 0 | 0 | 116 | 17 | 19 | 0,14 |
| Temperley Argentina · Argentina | 3.ª                      | 2011-12                  | 29  | 9  | 9  | 1  | 1 | 0 | -  | - | - | 30  | 10 | 9  | 0,33 |
| Temperley Argentina · Argentina | Total                    | Total                    | 29  | 9  | 9  | 1  | 1 | 0 | -  | - | - | 30  | 10 | 9  | 0,33 |
| River Plate Argentina | 1.ª                      | 2016                     | 10  | 0  | 1  | -  | - | - | 6  | 2 | 0 | 16  | 2  | 1  | 0,12 |
| River Plate Argentina | 1.ª                      | 2016-17                  | 26  | 0  | 2  | 6  | 2 | 1 | 7  | 2 | 2 | 39  | 4  | 5  | 0,10 |
| River Plate Argentina | 1.ª                      | 2017-18                  | 21  | 1  | 1  | 6  | 4 | 2 | 11 | 1 | 0 | 38  | 6  | 3  | 0,15 |
| River Plate Argentina | 1.ª                      | 2018-19                  | 8   | 0  | 0  | 5  | 1 | 2 | 7  | 0 | 2 | 20  | 1  | 4  | 0,05 |
| River Plate Argentina | Total                    | Total                    | 65  | 1  | 4  | 17 | 7 | 5 | 31 | 5 | 4 | 113 | 13 | 13 | 0,11 |
| Total en la seva carrera | Total en la seva carrera | Total en la seva carrera | 203 | 26 | 32 | 23 | 9 | 5 | 33 | 5 | 4 | 259 | 40 | 41 | 0,15 |
| (1) La copa nacional es refereix a la Copa Argentina i Supercopa Argentina (2) La copa internacional es refereix a la Copa Sud-americana, Copa Libertadores i Recopa Sud-americana. (3) No inclou dades de partits amistosos ni categories inferiors. |                          |                          |     |    |    |    |   |   |    |   |   |     |    |    |      |

### Resum estadístic
|                         | Partits | Gols | Mitjana | Assistències | Mitjana |
| ----------------------- | ------- | ---- | ------- | ------------ | ------- |
| Primera Divisió         | 142     | 14   | 0,10    | 15           | 0,09    |
| Segona Divisió          | 32      | 3    | 0,09    | 8            | 0,25    |
| Tercera Divisió         | 29      | 9    | 0,31    | 9            | 0,31    |
| Copes Nacionals         | 23      | 9    | 0,45    | 5            | 0,17    |
| Copa Internacionals     | 33      | 5    | 0,25    | 4            | 0,09    |
| Selecció de l'Argentina | 1       | 0    | 0,00    | 1            | 1,00    |
| TOTAL                   | 260     | 40   | 0,16    | 42           | 0,15    |

## Palmarès

### Campionats nacionals
| Títol               | Club        | Seu     | Any     |
| ------------------- | ----------- | ------- | ------- |
| Copa Argentina      | River Plate | Córdova | 2015/16 |
| Copa Argentina      | River Plate | Mendoza | 2016/17 |
| Supercopa Argentina | River Plate | Mendoza | 2018    |

### Campionats internacionals
| Títol                | Club        | Seu          | Any  |
| -------------------- | ----------- | ------------ | ---- |
| Recopa Sud-americana | River Plate | Buenos Aires | 2016 |
| Copa Libertadores    | River Plate | Madrid       | 2018 |

### Tornejos amistosos
| Títol                           | Club               | Seu              | Any  |
| ------------------------------- | ------------------ | ---------------- | ---- |
| Copa Amistat Ciutat de la Plata | Gimnasia i Esgrima | Mar del Plata    | 2014 |
| Copa Luis B. Nofal              | River Plate        | Mendoza          | 2016 |
| Copa Commemoració               | River Plate        | La Plata         | 2016 |
| Copa Luis B. Nofal              | River Plate        | Mar del Plata    | 2017 |
| Copa BBVA Francès               | River Plate        | Sánchez de Loria | 2017 |
| Copa Toro Centenari             | River Plate        | Mendoza          | 2017 |
| Copa d'Estiu Schneider          | River Plate        | Mar del Plata    | 2018 |
| Copa Con Sud                    | River Plate        | Santiago de Xile | 2018 |

### Distincions individuals
| Distinció                        | Any  |
| -------------------------------- | ---- |
| Equip ideal de la Copa Argentina | 2016 |